# Acharius
De heilige Acharius (ook wel Acarius) ( - circa 27 november 639) was bisschop van het samengevoegde bisdom Noyon-Doornik. Hij had een grote invloed op de verspreiding van het christendom in het huidige Belgische deel van het Merovingische Rijk.
De eerste vermelding van Acharius is in 594 wanneer hij deel uitmaakt van de Keltisch christelijke school van Sint-Columbanus. Acharius was monnik in Luxeuil in Bourgondië bij Sint-Eustachius. 
Het tijdstip van zijn benoeming tot bisschop van Noyon-Doornik staat niet vast: zeker was hij bisschop in 627 maar er zijn vermoedens dat Acharius reeds in 621 benoemd werd.  Acharius ondersteunde het werk van Sint-Amandus maar kon, ondanks zijn hoog aanzien bij koning Dagobert I, niet verhinderen dat Amandus na diens kritiek op de vorst omstreeks 630 verbannen werd. Acharius verkreeg in 636 van de koning de oprichting van het bisdom Terwaan en slaagde erin om zijn vriend Sint-Omaars te laten benoemen als eerste bisschop.
Reeds kort na zijn overlijden in 639 werd Acharius vereerd als heilige. Zijn feestdag is op 27 november.

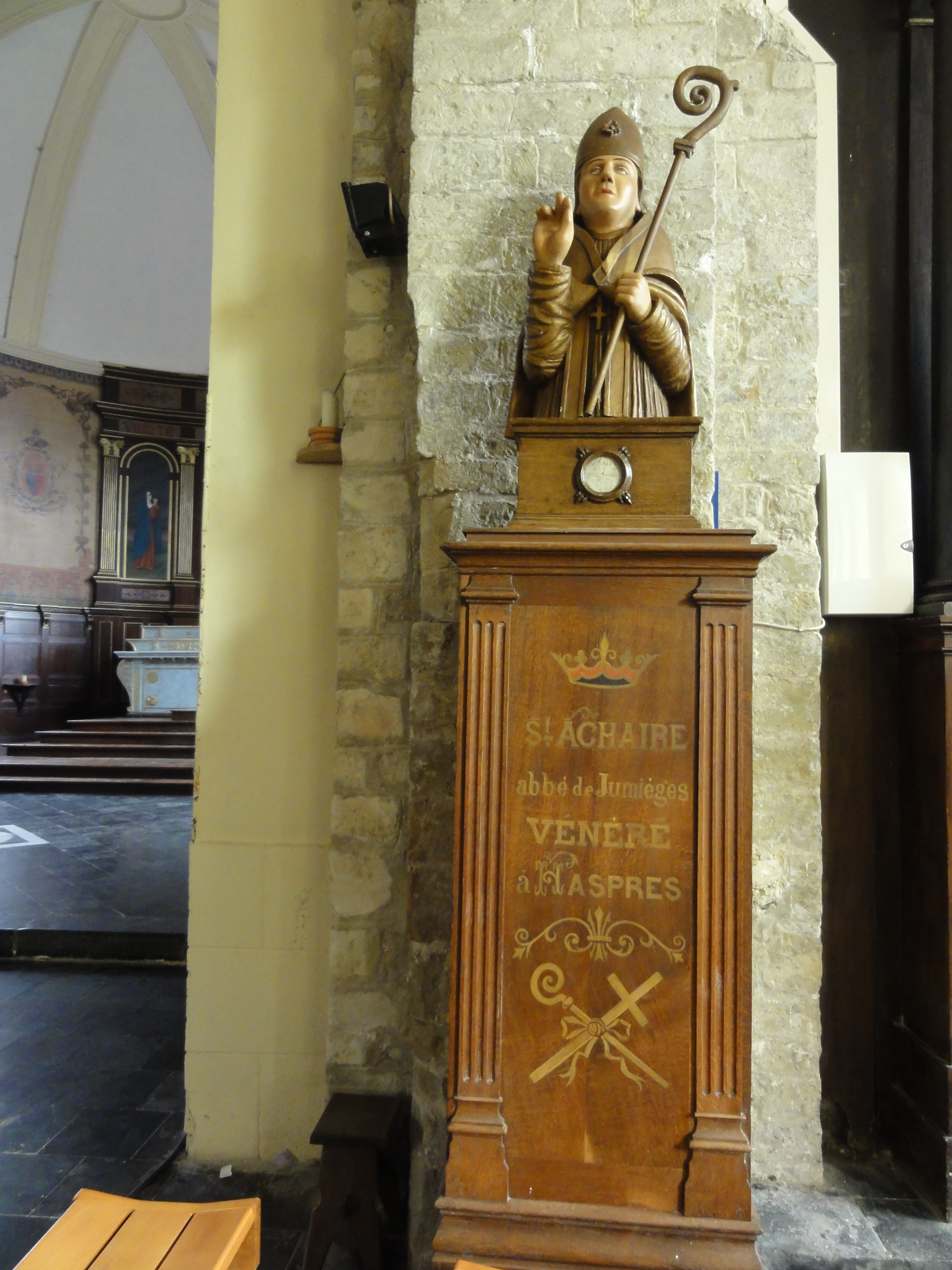
Buste van de heilige Acarius in Haspres
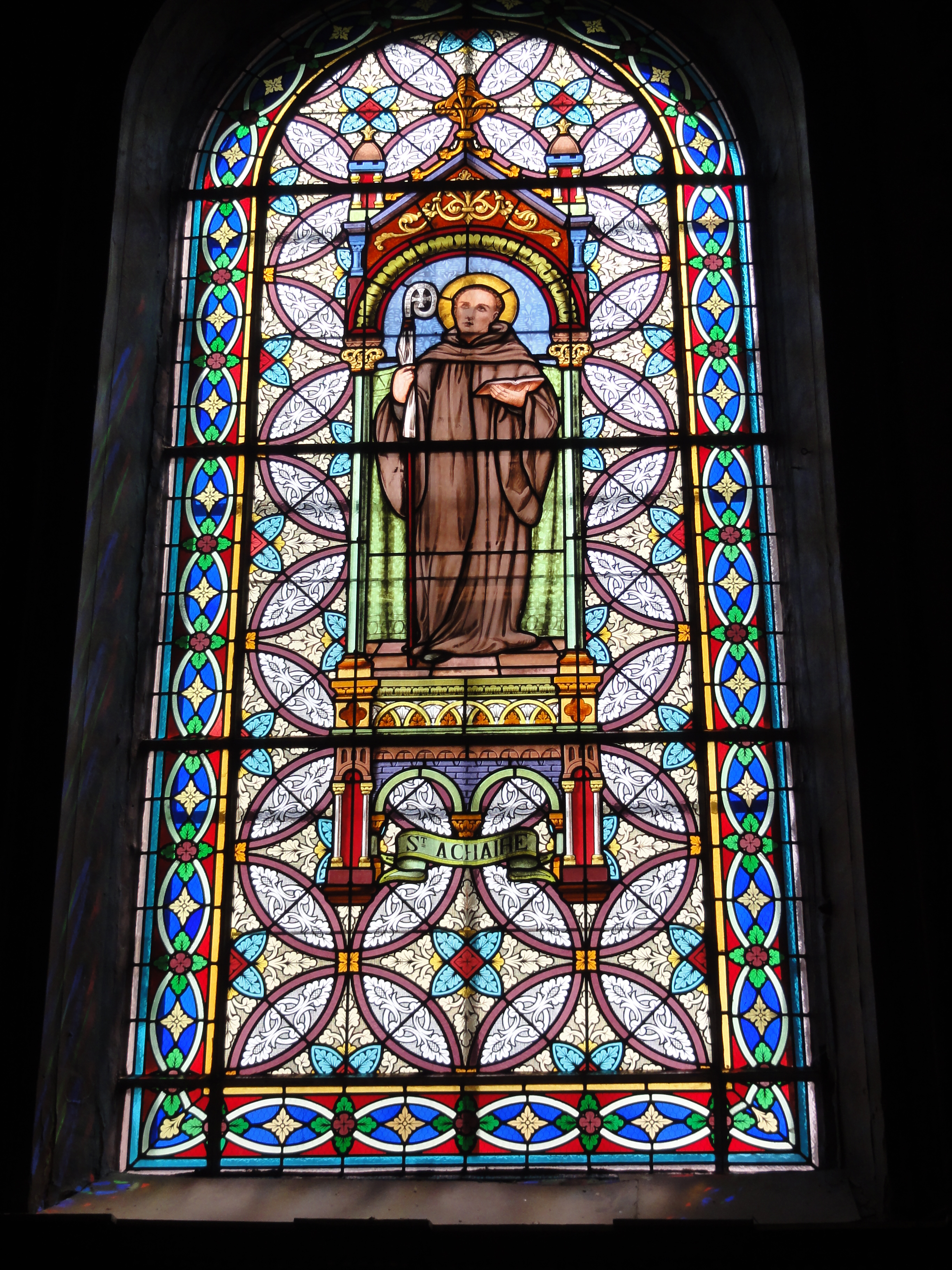
glas-in-loodraam van de heilige Acarius in Haspres

- Gemeinsame Normdatei: 138529108
- Virtual International Authority File: 90812252
- WorldCat: E39PBJkHtt3Bmw7hvwH8XVkMT3